# Ranulph il Meschino, III conte di Chester
Ranulph il Meschino, III conte di Chester (1071 circa – 1129), nipote di Ugo d'Avranches, primo conte di Chester, da cui ereditò il titolo alla morte del figlio di questi, perito nel naufragio della Nave Bianca il 25 novembre 1120.

## Biografia
Ranulph era di origini normanne, come molti altri nobili che avevano seguito Guglielmo il Conquistatore e le radici della sua fortuna famigliare risiedono in Francia. Suo padre, Ranulph di Briquessart, era signore delle terre del Bessin non lontano da Bayeux, mentre la famiglia di sua madre aveva numerose terre nell'Avranchin, attorno alla città di Avranches. Ranulph aveva altri tre fratelli, Richard, morto giovane, William, più giovane di lui e una sorella, Agnes. Oltre alle terre la famiglia di Ranulph poteva contare anche su una serie di relazioni importanti intrattenute con la famiglia di Guglielmo il Conquistatore.
Si presume che Ranulph padre fosse un buon amico del futuro Enrico I d'Inghilterra e questo facilitò la carriera di Ranulph presso la corte inglese. Attorno al 1089 suo padre moriva lasciandolo erede di un cospicuo patrimonio fatto di terreni e titoli, attorno al 1101, quindi un anno dopo l'ascesa al trono di Enrico I d'Inghilterra, Ranulph sposò Lucia di Bolingbroke (morta attorno al 1138) erede di numerose proprietà nel Lincolnshire oltre alla signoria di Appleby-in-Westmorland nel Westmorland derivante dal primo matrimonio di Lucia. Il matrimonio con un'ereditiera avveniva soltanto grazie al placet reale e questo fa pensare che Ranulph avesse mantenuto con il re gli stessi buoni rapporti che aveva il padre, in ogni caso la presenza di Ranulph a corte è registrata solo occasionalmente e solo occasionalmente era testimone della firma di documenti, anche se la sua presenza aumentò dopo la sua nomina a conte.
Nel 1106 e nel 1116 viene annotato il suo ruolo di giudice presso York per dirimere una controversia sulla signoria di Ripon.
Se non era a corte con il re Ranulph comunque era al suo fianco in altri momenti, nel 1106 marciò con Enrico I d'Inghilterra contro Roberto II di Normandia, il 28 settembre dello stesso anno fu uno dei tre comandanti alla battaglia di Tinchebray alla testa di uomini provenienti da Bayeux, Avranches e Coutances, gli altri erano Roberto di Beaumont, II conte di Leicester e Guglielmo di Warenne.
Prima di sposare Ranulph, sua moglie era già convolata a nozze altre due volte. Il primo marito, Ivo Taillebois, aveva acquisito la proprietà di diverse terre nel Westmorland e nel Lancashire dopo il 1080 e quando Lucia si era risposata il loro controllo era andato al secondo marito. Alcuni storici ritengono che Ranulph subentrò come terzo marito subito dopo il matrimonio, come sarebbe dimostrato dal suo ruolo di giudice a York nel 1106, altri invece ritengono che egli ne abbia preso possesso soltanto dopo la battaglia di Tinchebray come ricompensa per il suo aiuto.
Sia come sia Ranulph donò diverse terre alla chiesa, sovvenzionò la costruzione di conventi e distribuì terre e baronie ai suoi seguaci com'era uso per i grandi magnati dell'epoca, i beneficiari furono i suoi cognati, il giovane fratello William, che ricevette una signoria, ed il suo sceriffo.
Il 25 novembre 1120 nel naufragio della Nave Bianca perirono 300 persone fra cui Guglielmo Adelin, erede di Enrico I d'Inghilterra e Riccardo d'Avranches, II duca di Chester. Il contado era vicinissimo al confine con il Galles che non pose tempo in mezzo, approfittando del vuoto di potere razziarono la zona di Chester bruciando due castelli. Enrico I d'Inghilterra scelse Ranulph, che era cugino del defunto conte, come successore al titolo, vuoi perché contava sulla sua abilità militare o per la sua lealtà alla corona. Ranulph deteneva il titolo di conte di Chester, ma le proprietà erano sparse in tutto il regno e solo 1/4 di tutte le terre risiedeva nel Cheshire una regione allora povera e soggetta a continue invasioni da parte dei gallesi. La possibilità di espandersi al di là del confine con l'Inghilterra poteva costituire un'attrattiva, ma Enrico I d'Inghilterra cercò sempre di mantenere la pace con i bellicosi vicini.
Nel 1123 Ranulph fu mandato, insieme a Roberto di Gloucester figlio illegittimo del re, a rafforzare le fortezze e le guarnigioni in Normandia. Poco dopo Guglielmo Cliton, figlio di Roberto II di Normandia organizzò una cospirazione ai danni del re a Évreux, Ranulph lo fronteggiò nel corso del 1123-1124. Fu Ranulph a catturare Waleran de Beaumont, I conte di Worchester, figlio di quel Roberto di Beaumont, II conte di Leicester al cui fianco aveva combattuto nel 1106, che si era unito ai cospiratori sorprendendolo lungo la strada.
Circa cinque anni dopo Ranulph morì, era il 1129, lasciando la moglie ed il figlio Ranulph de Gernon che gli successe al titolo di conte.